# Spariolenus taprobanicus
Spariolenus taprobanicus är en spindelart som först beskrevs av Charles Athanase Walckenaer 1837.  Spariolenus taprobanicus ingår i släktet Spariolenus och familjen jättekrabbspindlar.
Artens utbredningsområde är Sri Lanka. Inga underarter finns listade i Catalogue of Life.